# Sto (entreprise)
Pour les articles homonymes, voir STO.

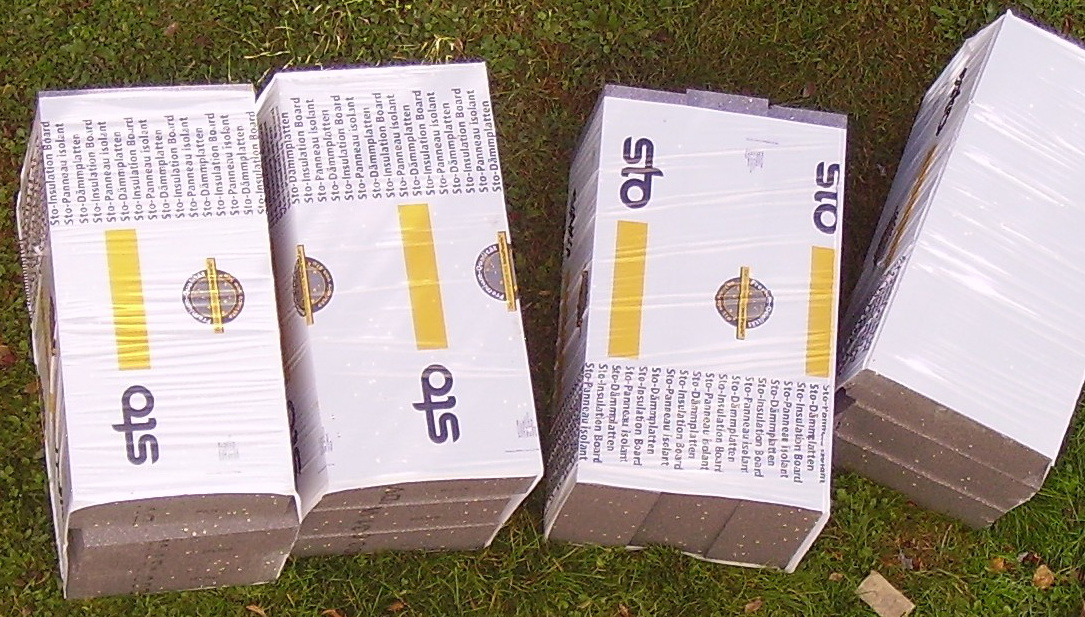
Panneaux isolants (StoPoly RT+) en PSE graphité, emballages de trois.

Sto est une filiale de la société allemande Sto Se & Co. KGaA, spécialisée dans les matériaux de construction et la fabrication de peintures et d'enduits.
Sto s'est développé à partir de l'usine à chaux fondée en 1835 à Stühlingen dans le Bade-Wurtemberg (Allemagne). Le groupe Sto est reconnu comme le pionnier et le spécialiste des systèmes d'isolation thermique extérieure (bardages). Les systèmes Sto, qui bénéficient d'une très grande expérience au niveau mondial, sont adaptés à tous les bâtiments, qu'ils soient neufs ou en rénovation. La marque est également connue pour ses produits de ravalement de façade et ses peintures d'intérieur.
Les produits commercialisés par Sto France sont fabriqués, pour la majeure partie, dans une usine installée à La Copechagnière, en Vendée et, depuis 2015, dans une usine de polystyrène à Amilly dans le Loiret. L'usine vendéenne est issue du rachat par Sto en 2003 de la société SICOF, dont l'héritage se retrouve encore notamment au sein de la gamme de produits d'imperméabilité de façade Sto.
Le siège social français se situe à Bezons, dans le Val-d'Oise. Les chantiers des clients du groupe sont livrés depuis les nombreuses agences maillant le territoire français.
Sa dynamique d'innovation et sa compétence dans le domaine de l'isolation thermique de façades par l'extérieur ont permis à Sto de devenir la référence sur le marché. Ce succès repose sur la devise de Sto « Bâtir en responsable », par laquelle Sto s'engage à préserver la valeur des bâtiments neufs et anciens et à jouer un rôle de pointe dans la réalisation d'un « cadre de vie respectueux de l'homme et de l'environnement ».
En 2019 est mis au point un système d'isolation thermique d'isolation, plus fin et plus léger StoTherm Resol utilisant une plaque de mousse rigide en résine phénolique de 9 cm seulement.

## Histoire
En 2002, Sto prend une participation majoritaire dans la société Bessier, fabricant d'enduits à La Chapelle-la-Reine.
La société Bessier a été créée à Paris au début du 19e siècle sous le nom « Buisson Ainé » et porte le nom de Bessier depuis 1872.

## Activité du groupe
Bessier a réalisé 29 061 600 € de chiffre d'affaires en 2017 avec 91 collaborateurs.